# A Place in the Land
A Place in the Land är en amerikansk kort dokumentärfilm från 1998 i regi av Charles Guggenheim. 
Filmen nominerades till en Oscar för bästa kortfilmsregi vid Oscarsgalan 1999 men vann aldrig något pris.